# Copa de Alemania 2001-02
La Copa de Alemania 2001-02 fue la 59.ª edición del torneo de copa de fútbol más importante de Alemania organizado por la Asociación Alemana de Fútbol que se jugó del 24 de agosto de 2001 al 11 de mayo de 2002 y que contó con la participación de 64 equipos.
El campeón defensor FC Schalke 04 venció en la final al Bayer 04 Leverkusen en el Olympiastadion para ganar su cuarta copa nacional y segunda de manera consecutiva.

## Resultados

### Primera Ronda
| 24-8-2001             |      |                          |                |
| FC Rot-Weiß Erfurt    | 2-2  | LR Ahlen                 | (t.e.) (9-8 p) |
| VfB Stuttgart II      | 0-1  | SpVgg Greuther Fürth     |                |
| VfR Mannheim          | 1-3  | Hannover 96              |                |
| Stuttgarter Kickers   | 1-5  | SpVgg Unterhaching       |                |
| SV Yesilyurt          | 2-4  | SC Freiburg              |                |
| 25-8-2001             |      |                          |                |
| SV Babelsberg 03      | 1-2  | Hertha BSC Berlin        |                |
| FC Homburg            | 2-5  | Hamburger SV             |                |
| FC St. Pauli II       | 0-1  | Eintracht Frankfurt      |                |
| KFC Uerdingen 05      | 1-0  | FC Energie Cottbus       |                |
| FV Würzburg 04        | 0-10 | TSV 1860 München         |                |
| VfR Aalen             | 0-2  | Rot-Weiß Oberhausen      |                |
| Erzgebirge Aue        | 1-2  | 1. FSV Mainz 05          | (t.e.)         |
| BW Brühl              | 1-4  | 1. FC Kaiserslautern     |                |
| VfL Osnabrück         | 2-1  | Hansa Rostock            |                |
| VfB Lübeck            | 2-3  | SV Werder Bremen         |                |
| Eintracht Trier       | 2-4  | Alemannia Aachen         | (t.e.)         |
| Karlsruher SC         | 2-5  | SV Waldhof Mannheim      |                |
| VfL Wolfsburg II      | 1-0  | Borussia Dortmund        |                |
| 26-8-2001             |      |                          |                |
| Darmstadt 98          | 3-1  | FC St. Pauli             |                |
| SV Werder Bremen II   | 5-0  | 1. FC Saarbrücken        |                |
| FC Energie Cottbus II | 0-4  | Arminia Bielefeld        |                |
| FC Schüttorf 09       | 1-4  | SSV Reutlingen           |                |
| FC Schalke 04 II      | 0-1  | VfL Bochum               |                |
| FC Schönberg 95       | 2-4  | VfB Stuttgart            |                |
| Jahn Regensburg       | 0-3  | Bayer Leverkusen         |                |
| Chemnitzer FC         | 2-5  | 1. FC Köln               |                |
| 1. FSV Mainz 05 II    | 0-0  | Borussia Mönchengladbach | (t.e.) (2-4 p) |
| SC Freiburg II        | 0-1  | FC Schalke 04            |                |
| 1. FC Magdeburg       | 1-5  | VfL Wolfsburg            |                |
| 1. FC Union Berlin    | 1-0  | MSV Duisburg             |                |
| SSV Ulm 1846          | 2-1  | 1. FC Nürnberg           |                |
| 27-8-2001             |      |                          |                |
| SC Paderborn 07       | 1-5  | FC Bayern München        |                |

### Segunda Ronda
| 27-11-2001          |     |                          |                |
| FC Rot-Weiß Erfurt  | 1-2 | Hertha BSC Berlin        | (t.e.)         |
| Hamburger SV        | 0-2 | VfB Stuttgart            |                |
| Arminia Bielefeld   | 1-2 | FC Schalke 04            |                |
| VfL Wolfsburg       | 3-0 | SpVgg Unterhaching       |                |
| KFC Uerdingen 05    | 1-1 | SV Werder Bremen         | (t.e.) (4-3 p) |
| 1. FSV Mainz 05     | 3-2 | SpVgg Greuther Fürth     |                |
| 28-11-2001          |     |                          |                |
| TSV 1860 München    | 4-3 | Borussia Mönchengladbach |                |
| SV Waldhof Mannheim | 2-3 | 1. FC Kaiserslautern     |                |
| Alemannia Aachen    | 1-2 | 1. FC Köln               |                |
| Darmstadt 98        | 3-3 | SC Freiburg              | (t.e.) (3-1 p) |
| SSV Reutlingen      | 2-2 | Rot-Weiß Oberhausen      | (t.e.) (3-4 p) |
| SV Werder Bremen II | 3-3 | Eintracht Frankfurt      | (t.e.) (2-4 p) |
| VfL Wolfsburg II    | 0-4 | Hannover 96              |                |
| SSV Ulm 1846        | 0-3 | 1. FC Union Berlin       |                |
| 11-12-2001          |     |                          |                |
| VfL Bochum          | 2-3 | Bayer Leverkusen         |                |
| 12-12-2001          |     |                          |                |
| VfL Osnabrück       | 0-2 | FC Bayern München        |                |

### Tercera Ronda
| 11 de diciembre de 2001 | VfB Stuttgart                      | 2–2 (t. s.)(2–4 p.)        | 1860 München                       | Gottlieb-Daimler-Stadion, Stuttgart                      |                                                          |
|                         | Balakov 67' (pen.) · Carnell 93'   | Reporte                    | Pürk 7' · Šuker 103'               | Asistencia: 9500 espectadores Árbitro(s): Michael Weiner | Asistencia: 9500 espectadores Árbitro(s): Michael Weiner |
|                         |                                    | Tiros desde el punto penal |                                    |                                                          |                                                          |
|                         | Adhemar · Meißner · Soldo · Bordon |                            | Wiesinger · Max · Šuker · Hoffmann |                                                          |                                                          |

| 11 de diciembre de 2001 | 1. FC Union Berlin | 1–2     | Rot-Weiss Oberhausen            | Alte Försterei, Berlin                                      |                                                             |
|                         | Divić 86'          | Reporte | Lipinski 41' (pen.) · Hayer 89' | Asistencia: 5200 espectadores Árbitro(s): Thorsten Kinhöfer | Asistencia: 5200 espectadores Árbitro(s): Thorsten Kinhöfer |

| 11 de diciembre de 2001 | Mainz 05                       | 2–3     | 1. FC Kaiserslautern          | Bruchwegstadion, Mainz                                  |                                                         |
|                         | Babatz 71' · N'Kufo 84' (pen.) | Reporte | Lokvenc 23' · Lincoln 31' 42' | Asistencia: 15 500 espectadores Árbitro(s): Jürgen Aust | Asistencia: 15 500 espectadores Árbitro(s): Jürgen Aust |

| 12 de diciembre de 2001 | Eintracht Frankfurt | 1–2 (t. s.) | Hertha BSC               | Waldstadion, Frankfurt                                   |                                                          |
|                         | Yang 22'            | Reporte     | Šimunić 76' · Dárdai 96' | Asistencia: 10 000 espectadores Árbitro(s): Peter Sippel | Asistencia: 10 000 espectadores Árbitro(s): Peter Sippel |

| 12 de diciembre de 2001 | KFC Uerdingen                         | 1–1 (t. s.)(3–5 p.)        | 1. FC Köln                                   | Grotenburg-Stadion, Krefeld                              |                                                          |
|                         | Rodríguez 72'                         | Reporte                    | Kurth 62'                                    | Asistencia: 20 100 espectadores Árbitro(s): Knut Kircher | Asistencia: 20 100 espectadores Árbitro(s): Knut Kircher |
|                         |                                       | Tiros desde el punto penal |                                              |                                                          |                                                          |
|                         | Schmugge · Maaß · Rodríguez · Emerson |                            | Keller · Baranek · Lottner · Donkov · Cichon |                                                          |                                                          |

| 12 de diciembre de 2001 | Darmstadt 98 | 0–1 (t. s.) | Schalke 04 | Stadion am Böllenfalltor, Darmstadt                       |                                                           |
|                         |              | Reporte     | Sand 115'  | Asistencia: 25 000 espectadores Árbitro(s): Florian Meyer | Asistencia: 25 000 espectadores Árbitro(s): Florian Meyer |

| 22 de diciembre de 2001 | Hannover 96 | 1–2     | Bayer Leverkusen           | Niedersachsenstadion, Hannover                                    |                                                                   |
|                         | Keita 47'   | Reporte | Neuville 20' · Kirsten 47' | Asistencia: 46 100 espectadores Árbitro(s): Lutz Michael Fröhlich | Asistencia: 46 100 espectadores Árbitro(s): Lutz Michael Fröhlich |

| 23 de diciembre de 2001 | Bayern Munich          | 2–1     | VfL Wolfsburg | Olympiastadion, Munich                                |                                                       |
|                         | Tarnat 43' · Elber 44' | Reporte | Ponte 13'     | Asistencia: 4000 espectadores Árbitro(s): Alfons Berg | Asistencia: 4000 espectadores Árbitro(s): Alfons Berg |

### Cuartos de final
| 30 de enero de 2002 | Hertha BSC | 1–2 (t. s.) | 1. FC Köln                   | Olympiastadion, Berlin                                       |                                                              |
|                     | Goor 47'   | Reporte     | Zellweger 85' · Lottner 105' | Asistencia: 17 200 espectadores Árbitro(s): Hermann Albrecht | Asistencia: 17 200 espectadores Árbitro(s): Hermann Albrecht |

| 30 de enero de 2002 | Bayer Leverkusen               | 3–0     | 1860 München | BayArena, Leverkusen                                        |                                                             |
|                     | Berbatov 66' 73' · Brdarić 80' | Reporte |              | Asistencia: 17 000 espectadores Árbitro(s): Edgar Steinborn | Asistencia: 17 000 espectadores Árbitro(s): Edgar Steinborn |

| 30 de enero de 2002 | Schalke 04                    | 2–0     | Rot-Weiss Oberhausen | Arena AufSchalke, Gelsenkirchen                            |                                                            |
|                     | Böhme 30' (pen.) · Möller 86' | Reporte |                      | Asistencia: 54 600 espectadores Árbitro(s): Wolfgang Stark | Asistencia: 54 600 espectadores Árbitro(s): Wolfgang Stark |

| 30 de enero de 2002 | 1. FC Kaiserslautern              | 0–0 (t. s.)(3–5 p.)        | Bayern Munich                                        | Betzenberg, Kaiserslautern                                |                                                           |
|                     |                                   | Reporte                    |                                                      | Asistencia: 37 600 espectadores Árbitro(s): Jürgen Jansen | Asistencia: 37 600 espectadores Árbitro(s): Jürgen Jansen |
|                     |                                   | Tiros desde el punto penal |                                                      |                                                           |                                                           |
|                     | Koch · Hengen · Bjelica · Hristov |                            | Effenberg · Jeremies · Hargreaves · Scholl · Pizarro |                                                           |                                                           |

### Semifinales
| 5 de marzo de 2002 | Bayer Leverkusen                                      | 3–1 (t. s.) | 1. FC Köln | BayArena, Leverkusen                                    |                                                         |
|                    | Zellweger 59' (a.g.) · Živković 100' · Schneider 114' | Reporte     | Song 90'   | Asistencia: 22 500 espectadores Árbitro(s): Markus Merk | Asistencia: 22 500 espectadores Árbitro(s): Markus Merk |

| 6 de marzo de 2002 | Schalke 04                      | 2–0 (t. s.) | Bayern Munich | Arena AufSchalke, Gelsenkirchen                            |                                                            |
|                    | Van Hoogdalem 100' · Böhme 115' | Reporte     |               | Asistencia: 60 700 espectadores Árbitro(s): Herbert Fandel | Asistencia: 60 700 espectadores Árbitro(s): Herbert Fandel |

### Final
| 11 de mayo de 2002 | Schalke 04                                      | 4–2     | Bayer Leverkusen             | Olympiastadion, Berlin                                       |                                                              |
|                    | - Böhme 45' - Agali 68' - Möller 71' - Sand 85' | Reporte | - Berbatov 27' - Kirsten 89' | Asistencia: 70 000 espectadores Árbitro(s): Franz-Xaver Wack | Asistencia: 70 000 espectadores Árbitro(s): Franz-Xaver Wack |

| 1          | POR        | Oliver Reck         |     |
| 12         | DEF        | Marco van Hoogdalem |     |
| 6          | DEF        | Tomasz Hajto        | 46' |
| 15         | DEF        | Tomasz Wałdoch      |     |
| 2          | DEF        | Nico van Kerckhoven |     |
| 20         | MED        | Jiří Němec          |     |
| 14         | MED        | Gerald Asamoah      | 81' |
| 7          | MED        | Andreas Möller      | 75' |
| 8          | MED        | Jörg Böhme          |     |
| 11         | DEL        | Ebbe Sand           |     |
| 22         | DEL        | Victor Agali        |     |
| Entrenador | Entrenador | Huub Stevens        |     |

| 1          | POR        | Hans-Jörg Butt   |     |
| 6          | DEF        | Boris Živković   |     |
| 19         | DEF        | Lúcio            |     |
| 28         | DEF        | Carsten Ramelow  |     |
| 35         | DEF        | Diego Placente   |     |
| 25         | MED        | Bernd Schneider  |     |
| 13         | MED        | Michael Ballack  |     |
| 8          | MED        | Zé Roberto       |     |
| 10         | MED        | Yıldıray Baştürk |     |
| 12         | DEL        | Dimitar Berbatov | 77' |
| 27         | DEL        | Oliver Neuville  | 67' |
| Entrenador | Entrenador | Klaus Toppmöller |     |

| 18 | MED | Niels Oude Kamphuis | 46' |
| 2  | MED | Marc Wilmots        | 75' |
| 17 | MED | Sven Vermant        | 81' |

| 23 | DEL | Thomas Brdarić | 67' |
| 9  | DEL | Ulf Kirsten    | 77' |

| Anotado | 45' | Jörg Böhme     | 1-1 |
| Anotado | 68' | Victor Agail   | 2-1 |
| Anotado | 71' | Andreas Möller | 3-1 |
| Anotado | 85' | Ebbe Sand      | 4-1 |

| Anotado | 27' | Dimitar Berbatov | 0-1 |
| Anotado | 89' | Ulf Kirsten      | 4-2 |

| Amonestado | 28' | Jorg Böhme          |  |
| Amonestado | 31' | Marco van Hoogdalem |  |
| Amonestado | 43' | Oliver Reck         |  |
| Amonestado | 82' | Jiří Němec          |  |

| Amonestado | 16'   | Carsten Ramelow  |
| Amonestado | 20'   | Yildiray Baştürk |
| Amonestado | 63'   | Dimitar Berbatov |
| Amonestado | 90+1' | Thomas Brdarić   |

| Expulsado | 45' | Huub Stevens |
| Expulsado | 90' | Victor Agali |

| Expulsado | 61' | Klaus Toppmöller |

| Árbitro | Franz-Xaver Wack |

| 1          | POR        | Oliver Reck         |     |
| 12         | DEF        | Marco van Hoogdalem |     |
| 6          | DEF        | Tomasz Hajto        | 46' |
| 15         | DEF        | Tomasz Wałdoch      |     |
| 2          | DEF        | Nico van Kerckhoven |     |
| 20         | MED        | Jiří Němec          |     |
| 14         | MED        | Gerald Asamoah      | 81' |
| 7          | MED        | Andreas Möller      | 75' |
| 8          | MED        | Jörg Böhme          |     |
| 11         | DEL        | Ebbe Sand           |     |
| 22         | DEL        | Victor Agali        |     |
| Entrenador | Entrenador | Huub Stevens        |     |

| 1          | POR        | Hans-Jörg Butt   |     |
| 6          | DEF        | Boris Živković   |     |
| 19         | DEF        | Lúcio            |     |
| 28         | DEF        | Carsten Ramelow  |     |
| 35         | DEF        | Diego Placente   |     |
| 25         | MED        | Bernd Schneider  |     |
| 13         | MED        | Michael Ballack  |     |
| 8          | MED        | Zé Roberto       |     |
| 10         | MED        | Yıldıray Baştürk |     |
| 12         | DEL        | Dimitar Berbatov | 77' |
| 27         | DEL        | Oliver Neuville  | 67' |
| Entrenador | Entrenador | Klaus Toppmöller |     |

| 18 | MED | Niels Oude Kamphuis | 46' |
| 2  | MED | Marc Wilmots        | 75' |
| 17 | MED | Sven Vermant        | 81' |

| 23 | DEL | Thomas Brdarić | 67' |
| 9  | DEL | Ulf Kirsten    | 77' |

| Anotado | 45' | Jörg Böhme     | 1-1 |
| Anotado | 68' | Victor Agail   | 2-1 |
| Anotado | 71' | Andreas Möller | 3-1 |
| Anotado | 85' | Ebbe Sand      | 4-1 |

| Anotado | 27' | Dimitar Berbatov | 0-1 |
| Anotado | 89' | Ulf Kirsten      | 4-2 |

| Amonestado | 28' | Jorg Böhme          |  |
| Amonestado | 31' | Marco van Hoogdalem |  |
| Amonestado | 43' | Oliver Reck         |  |
| Amonestado | 82' | Jiří Němec          |  |

| Amonestado | 16'   | Carsten Ramelow  |
| Amonestado | 20'   | Yildiray Baştürk |
| Amonestado | 63'   | Dimitar Berbatov |
| Amonestado | 90+1' | Thomas Brdarić   |

| Expulsado | 45' | Huub Stevens |
| Expulsado | 90' | Victor Agali |

| Expulsado | 61' | Klaus Toppmöller |

| Árbitro | Franz-Xaver Wack |

| DFB Pokal Trophy              |
|                               |
| Schalke 04 Campeón 4.° título |